# Cândești (Dâmbovița)
Pour les articles homonymes, voir Cândești.
Cândești est une commune du județ de Dâmbovița en Roumanie.